# Natació en aigües obertes al Campionat del Món de natació de 2013 – 25 km femení
Els 25 km femení en aigües obertes es van celebrar el 27 de juliol de 2013 al Port Vell de Barcelona.

## Resultats
DNF: Abandona
OTL: Supera el temps límit
| Posició | Nedador                     | País            | Temps     |
| ------- | --------------------------- | --------------- | --------- |
| 1       | Martina Grimaldi            | Itàlia          | 5:07:19.7 |
| 2       | Angela Maurer               | Alemanya        | 5:07:19.8 |
| 3       | Eva Fabian                  | Estats Units    | 5:07:20.4 |
| 4       | Alice Franco                | Itàlia          | 5:07:22.9 |
| 5       | Ana Marcela Cunha           | Brasil          | 5:07:23.4 |
| 6       | Christine Jennings          | Estats Units    | 5:07:32.3 |
| 7       | Margarita Dominguez Cabezas | Espanya         | 5:11:55.5 |
| 8       | Yumi Kida                   | Japó            | 5:16:25.7 |
| 9       | Lei Shan                    | R.P. de la Xina | 5:16:34.3 |
| 10      | Alexandra Sokolova          | Rússia          | 5:18:14.3 |
| 11      | Yang Dandan                 | R.P. de la Xina | 5:19:13.7 |
| 12      | Celia Barrot                | França          | 5:20:31.8 |
| 13      | Paola Pérez                 | Veneçuela       | 5:22:40.1 |
| 14      | Silvie Rybářová             | Txèquia         | 5:22:42.4 |
| 15      | Julia Lucila Arino          | Argentina       | 5:22:47.0 |
| 16      | Vicenia Navarro             | Veneçuela       | 5:23:31.8 |
| 17      | Nadine Williams             | Canadà          | 5:42:17.9 |
| 18      | Xeniya Romanchuk            | Kazakhstan      | 5:43:40.5 |
| 19      | Wasella Hussien             | Egipte          | OTL       |
| 20      | Svenja Zihsler              | Alemanya        | DNF       |
| 20      | Olga Beresnyeva             | Ucraïna         | DNF       |
| 20      | Barbora Picková             | Txèquia         | DNF       |